# RAB38
RAB38‏ (RAB38, member RAS oncogene family, isoform CRA_a) هوَ بروتين يُشَفر بواسطة جين RAB38 في الإنسان.